# Comitatul Sopron
Comitatul Sopron, cunoscut și ca Varmeghia Sopron (în maghiară Sopron vármegye, în germană Komitat Ödenburg, în latină Comitatus Soproniensis), a fost o unitate administrativă a Regatului Ungariei din secolul XII și până în 1920. În anul 1920, prin Tratatul de la Trianon, teritoriul acestui comitat a fost împărțit între Austria și Ungaria. Teritoriul său se află actualmente în estul Austriei și nord-vestul Ungariei. Capitala comitatului a fost orașul Sopron (în croată Šopron, în germană Ödenburg).

## Geografie
Comitatul Sopron se învecina la vest și nord-vest cu landul austriac Austria Inferioară, la nord cu Comitatul Moson, la est cu Comitatul Győr, la sud-est cu Comitatul Veszprém și la sud cu Comitatul Vas. Partea de nord-est este riverană Lacului Neusiedler. Suprafața comitatului în 1910 era de 3.256 km², incluzând suprafețele de apă.

## Istorie
Comitatul Sopron este unul dintre cele mai vechi comitate din Regatul Ungariei, el fiind atestat încă din secolul XII. Granițele comitatului au fost rectificate de-a lungul vremii.
În 1918 (confirmată prin Tratatul de la Trianon), partea de vest a comitatului a devenit parte a noului land austriac Burgenland, în timp ce partea de est a rămas în Ungaria. Statutul orașului Sopron s-a decis printr-un plebiscit local organizat la 14 decembrie 1921, la care 65,2% dintre locuitori au votat pentru ca orașul să se alăture Ungariei și nu Austriei. De atunci, Sopronul este numit de unguri Civitas Fidelissima ("Orașul cel mai loial", în maghiară A Leghűségesebb Város), iar aniversarea plebiscitului este o sărbătoare locală. 
După Al Doilea Război Mondial, Comitatul Sopron a fuzionat cu Comitatul Győr-Moson-Pozsony, fiind format astfel județul Győr-Sopron. Acest județ a fost redenumit Győr-Moson-Sopron la începutul anilor 1990. O mică parte a comitatului Sopron a fost alipită județului Vas.

## Demografie
În 1891, populația comitatului era de 259.602 locuitori, dintre care: 
- Maghiari -- 122.334 (47,12%)
- Germani -- 105.043 (40,46%)
- Croați -- 30.160 (11,62%)
- Slovaci -- 349 (0,13%)
- Alții -- 181 (0,07%)

În 1910, populația comitatului era de 283.510 locuitori, dintre care: 
- Maghiari -- 141.011 (49,73%)
- Germani -- 109.160 (38,50%)
- Croați -- 31.004 (10,93%)
- Slovaci -- 397 (0,14%)
- Români -- 33 (0,01%)
- Sârbi -- 15
- Ruteni -- 4
- Alții -- 1.886 (0,66%)

## Subdiviziuni
La începutul secolului 20, subdiviziunile comitatului Sopron erau următoarele:
| Districte (járás)                            | Districte (járás)             |
| District                                     | Capitală                      |
| -------------------------------------------- | ----------------------------- |
| Csepreg                                      | Csepreg                       |
| Csorna                                       | Csorna                        |
| Felsőpulya                                   | Felsőpulya --- Oberpullendorf |
| Kapuvár                                      | Kapuvár                       |
| Kismarton                                    | Kismarton --- Eisenstadt      |
| Nagymarton                                   | Nagymarton --- Mattersburg    |
| Sopron                                       | Sopron                        |
| Comitate urbane (törvényhatósági jogú város) |                               |
| Sopron                                       |                               |
| Districte urbane (rendezett tanácsú város)   |                               |
| Kismarton --- Eisenstadt                     |                               |
| Ruszt --- Rust                               |                               |

Orașele Eisenstadt, Mattersburg, Rust și Oberpullendorf se află în prezent în Austria.